# Pablo Siles
Pablo Fabricio Siles Morales (Melo, 15 de julio de 1997) es un jugador de fútbol profesional uruguayo que juega como volante en Montevideo City Torque,  de la Primera División de Uruguay.

## Biografía
Graduado de las divisiones inferiores del Danubio, Siles hizo su debut profesional el 28 de mayo de 2017 en un empate de 1 a 1 contra el Sud América. Marcó su primer gol el 12 de febrero de 2019 en la derrota por 3 a 2 en la Copa Libertadores ante el Atlético Mineiro.
Tras el descenso del Danubio de la primera división tras la temporada 2020, Siles fichó por el club brasileño Esporte Clube Vitória en un contrato de préstamo de una temporada.

## Carrera internacional
Siles es un ex internacional juvenil de Uruguay. El 29 de junio de 2019, fue incluido en el equipo de 18 jugadores de Uruguay para los Juegos Panamericanos de 2019. Jugó dos partidos en la fase de grupos y Uruguay terminó cuarto en el torneo.

## Clubes
| Club                   | País      | Año       | Partidos | Goles |
| ---------------------- | --------- | --------- | -------- | ----- |
| Danubio                | Uruguay   | 2017-2021 | 66       | 1     |
| Vitória                | Brasil    | 2021      | 24       | 2     |
| Athletico Paranaense   | Brasil    | 2022      | 18       | 1     |
| Cruzeiro               | Brasil    | 2022      | 5        | 0     |
| Liverpool              | Uruguay   | 2023      | 17       | 0     |
| Huracán                | Argentina | 2024      | 3        | 0     |
| Montevideo City Torque | Uruguay   | 2025      |          |       |

#### Títulos nacionales
| Título  | Club     | País   | Año  |
| ------- | -------- | ------ | ---- |
| Serie B | Cruzeiro | Brasil | 2022 |